# Carlos Ovares
Carlos Alberto Ovares Cruz (San José; 27 de diciembre de 1949) es un exfutbolista costarricense que jugaba como delantero.

## Selección nacional
Jugó su primer y único partido con Costa Rica contra Panamá, siendo una derrota de 3-2.

### Participaciones en clasificatorias
| Clasif.              | Sede   | Resultado | Part. | Goles |
| -------------------- | ------ | --------- | ----- | ----- |
| Clasif. Mundial 1978 | Varias | Eliminado | 1     | 0     |

## Clubes
| Club                      | País        | Año       |
| ------------------------- | ----------- | --------- |
| Deportivo México          | Costa Rica  | 1972-1978 |
| Sonsonate F.C. (cesión)   | El Salvador | 1975      |
| C.S. Herediano            | Costa Rica  | 1978-1979 |
| C.S. Cartaginés           | Costa Rica  | 1979-1981 |
| Real C.D. España (cesión) | Honduras    | 1981      |
| A.D. San Miguel           | Costa Rica  | 1981-1982 |
| A.D. Municipal San José   | Costa Rica  | 1982-1984 |

## Palmarés

### Títulos nacionales
| Título           | Equipo    | País       | Año  |
| ---------------- | --------- | ---------- | ---- |
| Primera División | Herediano | Costa Rica | 1978 |
| Primera División | Herediano | Costa Rica | 1979 |